# Буатё, Жан
Жан Огюст Буатё (фр. Jean Auguste Boiteux, 20 июня 1933, Марсель, Франция — 11 апреля 2010, Бордо, Франция) — французский пловец, чемпион Олимпийских игр в Хельсинки (1952) на дистанции 400 м вольным стилем. Первый француз, ставший олимпийским чемпионом по плаванию и остававшийся единственным вплоть до 2004 года.
Его мать, Бьенна Пеллегри (фр. Bienna Pellegry), была пловчихой и выступала в составе французской эстафеты 4×100 метров вольным стилем на Олимпийских играх 1924 и 1928 годов. Дядя спортсмена, Сальватор Пеллегри (фр. Salvator Pellegry), также был пловцом и участвовал в Олимпийских играх 1924 года.
Буатё выиграл золото на летних Играх в Хельсинки (1952) на дистанции 400 м вольным стилем (4:30,7, олимпийский рекорд) и бронзу в эстафете 4×200 м вольным стилем. После финиша в «золотом заплыве» отец пловца бросился в воду, чтобы обнять победителя. И это могло стоить пловцу медали, поскольку не все его соперники ещё закончили заплыв. В финале Жан опередил на 0,6 сек американца Форда Конно и на 4,5 сек шведа Пер-Олофа Эстранда. Выступал на Олимпийских играх 1956 и 1960 годов, но до медалей не добирался.
6-кратный победитель Средиземноморских игр, 4-кратный вице-чемпион Европы, многократный чемпион Франции.
За свою карьеру установил один мировой (в составе эстафеты), шесть европейских рекордов, а также несколько рекордов Франции.
В 1982 году был включён в Зал славы мирового плавания.
Умер 11 апреля 2010 года в возрасте 76 лет после того, как упал с дерева в собственном саду.